# Esgrima nos Jogos Pan-Americanos de 1991
As competições de esgrima nos Jogos Pan-Americanos de 1991 foram realizadas em Havana, Cuba. Esta foi a décima primeira edição do esporte nos Jogos Pan-Americanos.

## Masculino
| Evento                       | Ouro                                                                                          | Prata                                                                                                | Bronze                                                                                           |        |        |        |
| Espada                       | Espada                                                                                        | Espada                                                                                               | Espada                                                                                           | Espada | Espada | Espada |
| ---------------------------- | --------------------------------------------------------------------------------------------- | --- | ------------------------------------------------------------------------------------------------ | ------ | ------ | ------ |
| Espada individual detalhes   | Lázaro Castro (CUB)                                                                           | Jon Normile (USA)                                                                                    | Dan Nowosielski (CAN)                                                                            |        |        |        |
| Espada por equipes detalhes  | Cuba · Lázaro Castro · César Aguilera · Miguel de la Rosa · Iván Trevejo · Camilo Boris       | Colômbia · Mauricio Rivas · Juan Miguel Paz · Oscar Arango · Nelson Ruiz · William González          | Estados Unidos · Robert Marx · Jon Normile · Joseph Socolof · Chris O’Loughlin · James Carpenter |        |        |        |
| Florete                      |                                                                                               | |                                                                                                  |        |        |        |
| Florete individual detalhes  | Guillermo Betancourt (CUB)                                                                    | Elvis Gregory (CUB)                                                                                  | Nick Bravin (USA)                                                                                |        |        |        |
| Florete por equipes detalhes | Cuba · Guillermo Betancourt · Elvis Gregory · Oscar García                                    | Estados Unidos · Nick Bravin · Al Carter · Jerome Demarque · Dean Hinton · Jack Tichacek             | Canadá · Nicholas Bergeron · Benoît Giasson · Danek Nowosielski · Pinel · Chouinard N.           |        |        |        |
| Sabre                        |                                                                                               | |                                                                                                  |        |        |        |
| Sabre individual detalhes    | Steve Mormando (USA)                                                                          | Alexis Leiva (CUB)                                                                                   | Michael Lofton (USA)                                                                             |        |        |        |
| Sabre por equipes detalhes   | Cuba · Agustín García · Pedro Pablo Cabezas · Alexis Leiva · Geovanis Pérez · Arístides Faure | Estados Unidos · Peter Westbrook · Steve Mormando · Michael Lofton · John Friedberg · David Stollman | Canadá · Jean-Paul Banos · Jean-Marie Banos · Bruno Deschênes · Tony Plourde · Evens Gravel      |        |        |        |

### Feminino
| Evento                       | Ouro                                                                                                  | Prata                                                                                    | Bronze |        |        |        |
| Espada                       | Espada                                                                                                | Espada                                                                                   | Espada | Espada | Espada | Espada |
| ---------------------------- | --- | ---------------------------------------------------------------------------------------- | --- | ------ | ------ | ------ |
| Espada individual detalhes   | Taimí Chappé (CUB)                                                                                    | Angélica Dueñas (MEX)                                                                    | Yolitzin Martínez (MEX)                                                                                     |        |        |        |
| Espada por equipes detalhes  | Estados Unidos · Margo Miller · Donna Stone · Elaine Cheris · Laurel Clark Skillman · Cathy McClellan | Cuba · Yamila Figueroa · Taimí Chappé · Dianicelis Marín · Maria Pérez · Iliana Duarte   | México · Yolitzin Martínez · Angélica Dueñas · María de los Ángeles García · Josefa Zapata · Lourdes Roldán |        |        |        |
| Florete                      | |                                                                                          | |        |        |        |
| Florete individual detalhes  | Caridad Estrada (CUB)                                                                                 | Sandra Giancola (ARG)                                                                    | Caitlin Bilodeaux (USA)                                                                                     |        |        |        |
| Florete por equipes detalhes | Estados Unidos · Caitlin Bilodeaux · Sharon Monplaisir · Molly Sullivan · Ann Marsh · Jane Hall       | Cuba · Bárbara Hernández · Caridad Estrada · Maylia Acuña · Migsey Dusú · Mirayda García | Argentina · Andrea Chiuchich · Sandra Giancola · Yanina Iannuzzi · María Laura Lede                         |        |        |        |

## Quadro de medalhas
| Ordem | País               | Medalha de ouro | Medalha de prata | Medalha de bronze |    |
| ----- | ------------------ | --------------- | ---------------- | ----------------- | -- |
| 1     | CUB Cuba           | 7               | 4                |                   | 11 |
| 2     | USA Estados Unidos | 3               | 3                | 4                 | 10 |
| 3     | MEX México         |                 | 1                | 2                 | 3  |
| 4     | ARG Argentina      |                 | 1                | 1                 | 2  |
| 5     | COL Colômbia       |                 | 1                |                   | 1  |
| 6     | CAN Canadá         |                 |                  | 3                 | 3  |
| TOTAL | TOTAL              | 10              | 10               | 10                | 30 |

## Ligação externa
- http://www.columbia.edu/cu/pafc/Pan_American_Games_Results.htm - Resultados da Esgrima nos Jogos Pan-Americanos de 1951 a 1999